# Доусон-Фаррелл, Меган
Ме́ган До́усон-Фа́ррелл (англ. Meggan Dawson-Farrell; род. 18 сентября 1992, Стерлинг, Центральный регион) — шотландская и британская кёрлингистка на колясках и паралимпийская легкоатлетка (класс T54 — на инвалидных колясках; специализируется на гонках на колясках на короткие, средние и длинные дистанции).

## Кёрлинг на колясках
В составе сборной Великобритании участник зимних Паралимпийских игр 2022 года. В составе сборной Шотландии участник нескольких чемпионатов мира (бронзовые призёры в 2023). В составе смешанной парной сборной Шотландии по кёрлингу на колясках участник чемпионата мира.
В «командном» кёрлинге на колясках (команда из четырёх человек) играет в основном на позиции первого.

### Достижения
- Чемпионат мира по кёрлингу на колясках: бронза (2023).

### Команды
| Сезон                                   | Четвёртый            | Третий           | Второй           | Первый               | Запасной                                             | Турниры               |
| --------------------------------------- | -------------------- | ---------------- | ---------------- | -------------------- | ---------------------------------------------------- | --------------------- |
| 2019—20                                 | Хью Нибли            | Роберт Макферсон | Гэри Смит        | Шарлотта Маккенна    | Меган Доусон-Фаррелл тренер: Шейла Суон              | ЧМК 2020 (9 место)    |
| 2020—21                                 | Хью Нибли            | Грегор Юэн       | Дэвид Мелроуз    | Меган Доусон-Фаррелл | Шарлотта Маккенна тренер: Шейла Суон                 | ЧМК 2021 (6 место)    |
| 2021—22                                 | Грегор Юэн           | Хью Нибли        | Дэвид Мелроуз    | Меган Доусон-Фаррелл | Гэри Смит тренер: Шейла Суон                         | ЗПИ 2022 (8 место)    |
| 2022—23                                 | Грегор Юэн           | Хью Нибли        | Gary Logan       | Joanna Butterfield   | Меган Доусон-Фаррелл тренеры: Шейла Суон, Kenny More | ЧМК 2023              |
| 2023—24                                 | Грегор Юэн           | Хью Нибли        | Роберт Макферсон | Меган Доусон-Фаррелл | Гэри Смит тренер: Luke Carson                        | ЧМК 2024 (10 место)   |
| Кёрлинг на колясках среди смешанных пар |                      |                  |                  |                      |                                                      |                       |
| 2021—22                                 | Меган Доусон-Фаррелл | Грегор Юэн       |                  |                      | тренеры: Шейла Суон, Нэнси Смит                      | ЧМКСП 2022 (14 место) |

(скипы выделены полужирным шрифтом)

## Паралимпийская лёгкая атлетика

### Результаты
| Год  | Турнир                  | Дисциплина (категория участников)                   | Место | Время (чч:мм:сс) |
| ---- | ----------------------- | --------------------------------------------------- | ----- | ---------------- |
| 2012 | Лондонский марафон 2012 | женщины-колясочники                                 | 9     | 2:22:55          |
| 2013 | Лондонский марафон 2013 | женщины-колясочники                                 | 10    | 2:18:23          |
| 2014 | Игры Содружества 2014   | Легкая атлетика, женщины-паралимпийцы, 1500 м (T54) | 7     | 04:07.86 (мм:сс) |